# Team Coop
A Team Coop (código UCI: TCO) é um equipa ciclista norueguesa de categoria continental.

## Material ciclista

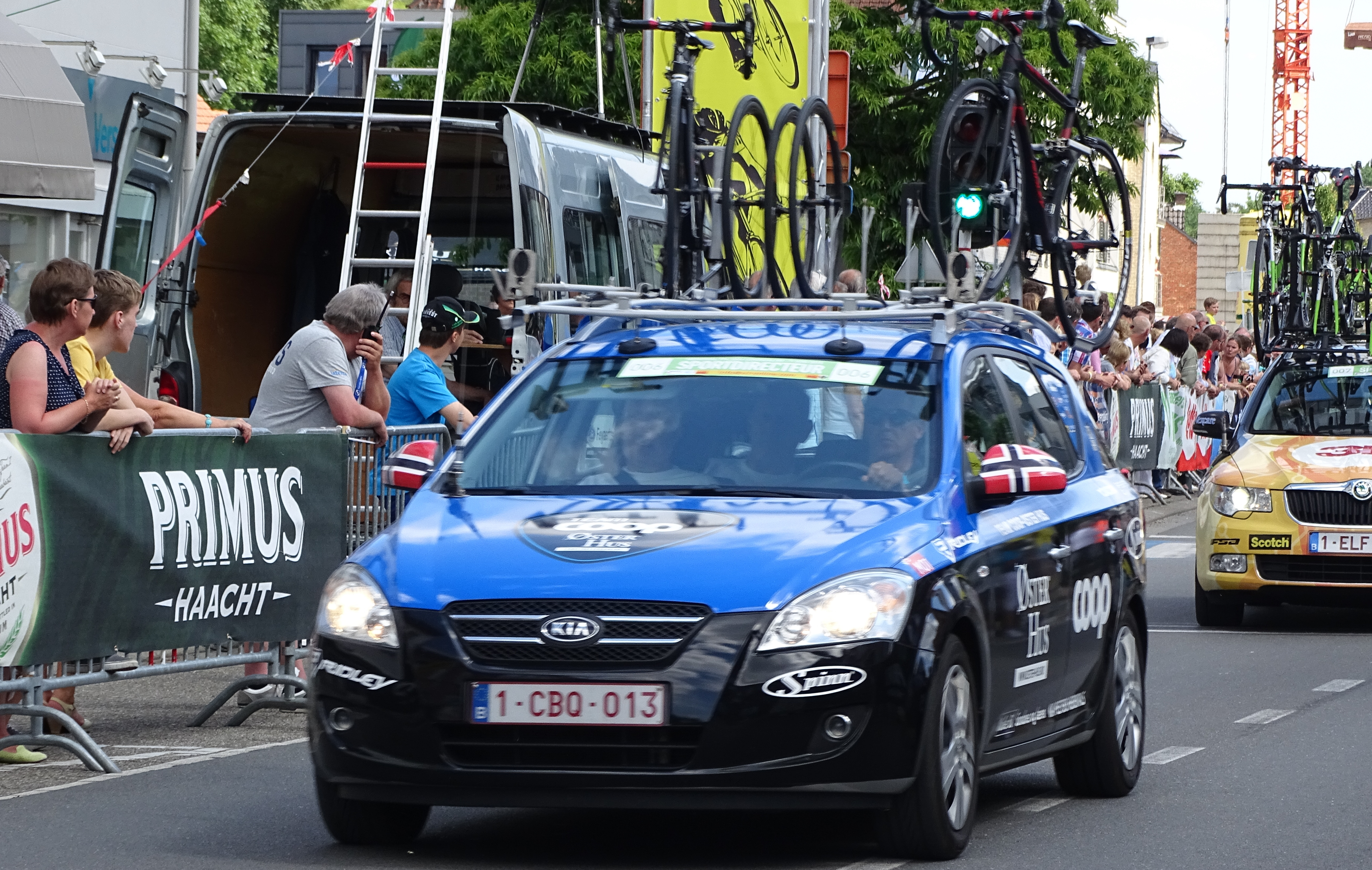
Veículo da equipa

A equipa utiliza bicicletas Scott.

## Classificações UCI
A partir de 2005 a UCI instaurou os Circuitos Continentais UCI, onde a equipa se encontra a partir da criação destes. Tem participado em carreiras de diferentes circuitos, com o qual tem estado nas classificações do UCI Europe Tour Ranking. As classificações da equipa e de sua ciclista mais destacado são as seguintes:
| Temporada               | Classificação por equipas | Melhor corredor na classificação individual | Posição |
| 2005 (Europe Tour)      | 56º                       | Morten Hegreberg                            | 287º    |
| 2005-2006 (Europe Tour) | 56º                       | Martin Prázdnovský                          | 62º     |
| 2006-2007 (Europe Tour) | 84º                       | Stian Remme                                 | 401º    |
| 2007-2008 (Europe Tour) | 96º                       | Stian Remme                                 | 408º    |
| 2008-2009 (Europe Tour) | 70º                       | Christer Rake                               | 387º    |
| 2009-2010 (Europe Tour) | 58º                       | Michael Stevenson                           | 105º    |
| 2010-2011 (Europe Tour) | 61º                       | Roy Hegreberg                               | 229º    |
| 2011-2012 (Europe Tour) | 81º                       | Sven Erik Bystrøm                           | 246º    |
| 2012-2013 (Europe Tour) | 65º                       | Fredrik Strand Galta                        | 349º    |
| 2013-2014 (Europe Tour) | 44º                       | Sven Erik Bystrøm                           | 36º     |
| 2015 (Europe Tour)      | 45º                       | Fredrik Strand Galta                        | 83º     |
| 2016 (Europe Tour)      | 48º                       | Krister Hagen                               | 187º    |
| 2017 (Europe Tour)      | 28º                       | August Jensen                               | 24º     |
| 2018 (Europe Tour)      | 44º                       | Gustav Höög                                 | 274º    |

## Palmarés
Para anos anteriores veja-se: Palmarés da Team Coop.

### Palmarés de 2019

#### Circuitos Continentais UCI
| Datas       | Circuito                | Carreiras                        | Ganhador       |
| 30 de março | UCI Europe Tour de 2019 | 6.ª etapa da Volta à Normandia   | Trond Trondsen |
| 11 de maio  | UCI Europe Tour de 2019 | Sundvolden GP                    | Trond Trondsen |
| 17 de maio  | UCI Europe Tour de 2019 | 1.ª etapa do Tour de Eure e Loir | Trond Trondsen |

## Plantel
Para anos anteriores veja-se: Modelos do Team Coop.

### Elenco de 2019
| Nome             | Nascimento | Nacionalidade | Equipa de 2018              |
| Håkon Aalrust    | 05/01/1998 | Noruega       | Team Coop                   |
| Kristian Aasvold | 30/05/1995 | Noruega       | Team Coop                   |
| Louis Bendixen   | 23/06/1992 | Dinamarca     | Team Coop                   |
| Erlend Blikra    | 11/01/1997 | Noruega       | Team Coop                   |
| Jacob Eriksson   | 01/10/1999 | Suécia        | DESTIL-Parkhotel Valkenburg |
| Olav Hjemsæter   | 26/12/1999 | Noruega       | Team Coop                   |
| Erik Lunder      | 09/06/1999 | Noruega       | Neoprofissional             |
| Thomas Ognedal   | 15/05/1999 | Noruega       | Neoprofissional             |
| Andre Sotberg    | 26/03/1997 | Noruega       | Neoprofissional             |
| Trond Trondsen   | 08/04/1994 | Noruega       | Team Coop                   |

1. ↑  Desde 29 de abril.